# 신불료정
신불료정(新不了情: Endless Love)은 홍콩에서 제작된 이동승 감독의 1993년 멜로/로맨스, 드라마 영화이다. 유청운 등이 주연으로 출연하였고 진망화 등이 제작에 참여하였다.

## 출연

### 주연
- 유청운
- 유가령
- 원영의

### 조연
- 진패
- 풍보보
- 오가려

## 제작진
- 미술: 해중문
- 의상: 오리로